# Holotrichia capitalis
Holotrichia capitalis är en skalbaggsart som beskrevs av Zhang 1964. Holotrichia capitalis ingår i släktet Holotrichia och familjen Melolonthidae. Inga underarter finns listade i Catalogue of Life.